# Sally Fraser
Sally Fraser (n. 12 decembrie 1932, Williston⁠(d), Dakota de Nord, SUA – d. 13 ianuarie 2019) a fost o actriță americană.

## Filmografie
- All I Desire (1953) – Fiica în Auditorium (necreditat)
- Flight Nurse (1953) – Cea mai bună fată (necreditat)
- It's a Dog's Life (1955) – Dorothy Wyndham
- The Adventures of Champion (1956, Seriale TV) – Beth Collier[necesită citare]
- It Conquered the World (1956) – Joan Nelson
- Giant from the Unknown (1958) – Janet Cleveland
- War of the Colossal Beast (1958) – Joyce Manning
- Earth vs. the Spider (1958) – D-na. Helen Kingman
- Roadracers (1959) – Joanie Wilson
- North by Northwest (1959) – Recepționer ONU #1 (necreditat)
- Elmer Gantry (1960) – Prostituată (necreditat)
- Dangerous Charter (1962) – June